# Тарнани, Иван Константинович
 Иван Константинович Тарнани  (13 января 1865 (Таганрог, Российская империя) — 1931) — русский зоолог.

## Биография
Родился в Таганроге 13 января 1865 года. В 1878 году поступил во второй класс Таганрогской классической гимназии, а в 1885 году окончил курс в этой гимназии. В том же году поступил на физико-математический факультет по отделению естественных наук в Санкт-Петербургский университет.
В 1889 году по поручению Санкт-Петербургского общества естествоиспытателей Тарнани занимался исследованием фауны Азовского моря. В 1890 году сдал экзамены в физико-математической испытательной комиссии и был удостоен диплома 1-й степени. По предложению профессора зоологии В. М. Шимкевича с декабря 1890 года Тарнани числился консерватором зоологического кабинета Санк-Петербургского университета.
В течение всего университетского курса Тарнани занимался под руководством профессора В. М. Шимкевича в лаборатории зоологического кабинета и зоотомической лаборатории профессора Н. П. Вагнера. В 1891 году по поручению Санкт-Петербургского общества естествоиспытателей, Тарнани посетил Соловецкую биологическую станцию, где он занимался изучением фауны Белого моря.
В 1893 году он снова был командирован на Белое море в качестве исполняющего обязанности консерватора и лаборанта Соловецкой биологической станции. С 1892 по 1893 гг. состоял секретарем редакции Вестника Естествознания. С января 1894 года состоял ассистентом при кафедре зоологии в Ново-Александрийском сельскохозяйственном институте.
Скончался в 1931 году.

## Оценки
В воспоминаниях советского психолога К. К. Платонова Иван Тарнани описывается как «кругленький, лысеющий, добродушный старичок», который был в большей степени приверженцем Ламарка, чем Дарвина. В то же время о Тарнани сообщается, что он лучше знал позвоночных, нежели беспозвоночных, и считал насекомых «живыми автоматами». Одной из тем его научной деятельности было сравнение вымирания зубров и бобров. Тарнани предлагал концепцию, по которой вымирание зубров было обусловлено изменением условий окружающей среды, а вымирание бобров связано с истреблением и не зависит от условий. Согласно Платонову, такие взгляды для 20-х годов были прогрессивными и в дальнейшем были подтверждены при исследовании поведения этих животных.

## Память
В честь Ивана Тарнани были названы два вида телифонов:
- Thelyphonus tarnanii Pocock, 1894
- Typopeltis tarnanii Pocock, 1902

## Труды
- Рыболовство Соловецкого монастыря / [И. К. Тарнани] Санкт-Петербург : тип. В. Демакова, [1891]
- Насекомые и другие животные, наносящие вред в сельском хозяйстве / М-во земледелия и гос. имуществ. Деп. земледелия 1897
- Трехногий гусь / И. К. Тарнани Варшава : тип. Варш. учеб. окр., 1898
- О паразитах хрущей : (Предвар. сообщ.) / И. К. Тарнани [Санкт-Петербург] : тип. Имп. Акад. наук, [1900]
- Личинка майского хруща (Melolontha vulgaris) и некоторые из её паразитов / И. К. Тарнани; М-во зем. и гос. имуществ. Деп. зем. Санкт-Петербург : тип. В. Демакова, 1901
- Насекомые, вредные для плодоводства и огородничества в губерниях Царства Польского и меры борьбы с этими насекомыми / И. К. Тарнани, ассист. при Каф. зоологии и преп. прикл. зоологии в Ново-Александр. ин-те сел. хоз-ва и лесоводства Варшава : тип. Варш. учеб. окр., 1903
- Анатомия телифона = Thelyphonus caudatus (L.) / И. К. Тарнани Варшава : тип. Варшавск. учеб. окр., 1904
- Новые признаки для систематики телифонид (Pedipalpi) : Предвар. сообщ. И. К. Тарнани [Санкт-Петербург] : тип. Акад. наук, [1904]
- Уродства животных : 1, 2, 3. Шестикрылая моль (Gelechia distinctella Z.). Аномалия в жилковании крыла шмеля (Bombus lapidarius L.). К морфологии двойных уродств : (Предвар. сообщ.) / И. К. Тарнани; (Из Зоол. каб. Ново-Александр. ин-та сел. хоз-ва и лесоводства) Санкт-Петербург : тип. И. Н. Скороходова, 1906
- Наши ядовитые животные : (Биология, вред и меры борьбы) / И. К. Тарнани, адъюнкт-проф. Ново-Александр. ин-та сел. хоз-ва и лесоводства Санкт-Петербург : тип. И. Н. Скороходова, 1907
- Тарнани И. Новые наблюдения над Овод / / Русское энтомологическое обозрение. Т. III, № 2. М.. — Ярославль. Типо-литогр. `Герольд` 1903 г. 155 с.
- Тарнани И. К. Бобры в Тамбовской губернии / / Бюлл. Харьковского общ-ва любителей природы. — 1915. — № 2. — С. 53-56.
- Тарнани И. К. К биологии оленьего овода (Oestridae, Hypodermatidae) / / Тр. Харьк. о-ва. Испытателей природы при Укрглавнауке. 1927. — Т. 50. — С. 78-81.
- Тарнани И. Успехи зоологии на Украине за десять (1917—1928) лет / / Вестн. Естествознания. — 1928. — № 5/6. — С. 285—290.

А также Тарнани принадлежат труды: «Ueber d. Thelyphoniden aus d. Sammlungen einiger russischen Museen» («Труды Русского Этнографического Общества», I, 1890; II, 1895); «Die Genitalorgane d. Thelyphoniden» («Biolog. Centralblatt», 1889); «Ueber Vorkommen v. Het. Schachtii u. H. radicicola in Russland» («Centralbl. Bakter. u. Parasitenkunde», II отд., 1898); «О паразитах хрущей» («Труды Русского Этнографического Общества», 1900); «Lethrus apterus»(«III. Zeitsch. f. Entomol.», 1900) и другие. В. М. Ш.